# トコリの橋
『トコリの橋』（トコリのはし、The Bridges at Toko-ri）は、1954年のアメリカ映画。朝鮮戦争下で北朝鮮の爆撃に向かう米海軍の航空部隊を描いた戦争映画である。

## あらすじ
米国海軍パイロットのハリー・ブルーベイカー大尉（ウィリアム・ホールデン）は第二次世界大戦の退役軍人で、デンバーで弁護士をしていたが、朝鮮戦争の勃発で再び海軍に復帰し空母からF9Fジェット戦闘機を操縦して爆撃の任務に就いていた。戦闘の合間に空母は日本の横須賀港に入港し、ブルーベイカーはアメリカから駆けつけた家族とひとときの休暇を楽しむが、空母は再び日本海へと出撃し、やがて激しい対空砲に守られたトコリの橋の爆撃任務を受ける。橋梁爆撃には成功するが被弾したブルーベイカー機は、北朝鮮軍領域内に不時着してしまう。脱出した大尉を追って北朝鮮軍歩兵が迫るなか大尉を支援するためA-1が機銃掃射を繰り返すがやがて燃料不足のため帰還してしまう。ようやくH03S-1救難ヘリコプターが到着するが着地寸前、北朝鮮軍歩兵の銃撃によりエンジンに被弾、停止してしまう。2名のヘリコプター乗員ともどもM1カービンで応戦しつつ退路を探るが次々に倒れクリークに潜んでいた大尉もついに被弾、戦死する。
本文中にも、過去のテレビ放送時の記事にも、ブルーベイカーの階級に中尉と大尉の混在が見られるが、これは海軍の階級呼称に不慣れな翻訳のミスで、Ltを中尉としたことが発端と思われる。

## キャスト
| 役名                       | 俳優                   | 日本語吹替                     | 日本語吹替                         | 日本語吹替 |
| 役名                       | 俳優                   | 東京12ch版                     | TBS版                              |            |
| -------------------------- | ---------------------- | ------------------------------ | ---------------------------------- | ---------- |
| ハリー・ブルーベイカー大尉 | ウィリアム・ホールデン | 木村幌                         | 福田豊土                           |            |
| ナンシー・ブルーベイカー   | グレース・ケリー       | 二階堂有希子                   | 水原英子                           |            |
| ジョージ・タラント         | フレドリック・マーチ   | 千葉順二                       | 森山周一郎                         |            |
| マイク・フォーニー         | ミッキー・ルーニー     | 辻村真人                       |                                    |            |
| ビヤ・バレル               | ロバート・ストラウス   | 森山周一郎                     |                                    |            |
| ウェイン・リー             | チャールズ・マッグロー | 島宇志夫                       |                                    |            |
| ネスター・ギャミッジ       | アール・ホリマン       | 山田康雄                       |                                    |            |
| キミコ                     | 淡路恵子               |                                |                                    |            |
| 不明 その他                |                        | 宮川洋一 家弓家正 納谷六朗     |                                    |            |
| 日本語版スタッフ           |                        |                                |                                    |            |
| 演出                       | 演出                   | 旭谷暘                         |                                    |            |
| 翻訳                       | 翻訳                   | 古賀牧彦                       |                                    |            |
| 効果                       |                        |                                |                                    |            |
| 調整                       |                        |                                |                                    |            |
| 制作                       | 制作                   | 東北新社                       |                                    |            |
| 解説                       | 解説                   |                                | 荻昌弘                             |            |
| 初回放送                   | 初回放送               | 1969年10月9日 『木曜洋画劇場』 | 1973年10月8日 『月曜ロードショー』 |            |

## 賞歴
- アカデミー賞特殊効果賞 受賞（1955年）
- アカデミー賞編集賞 ノミネート（1955年）

## 撮影

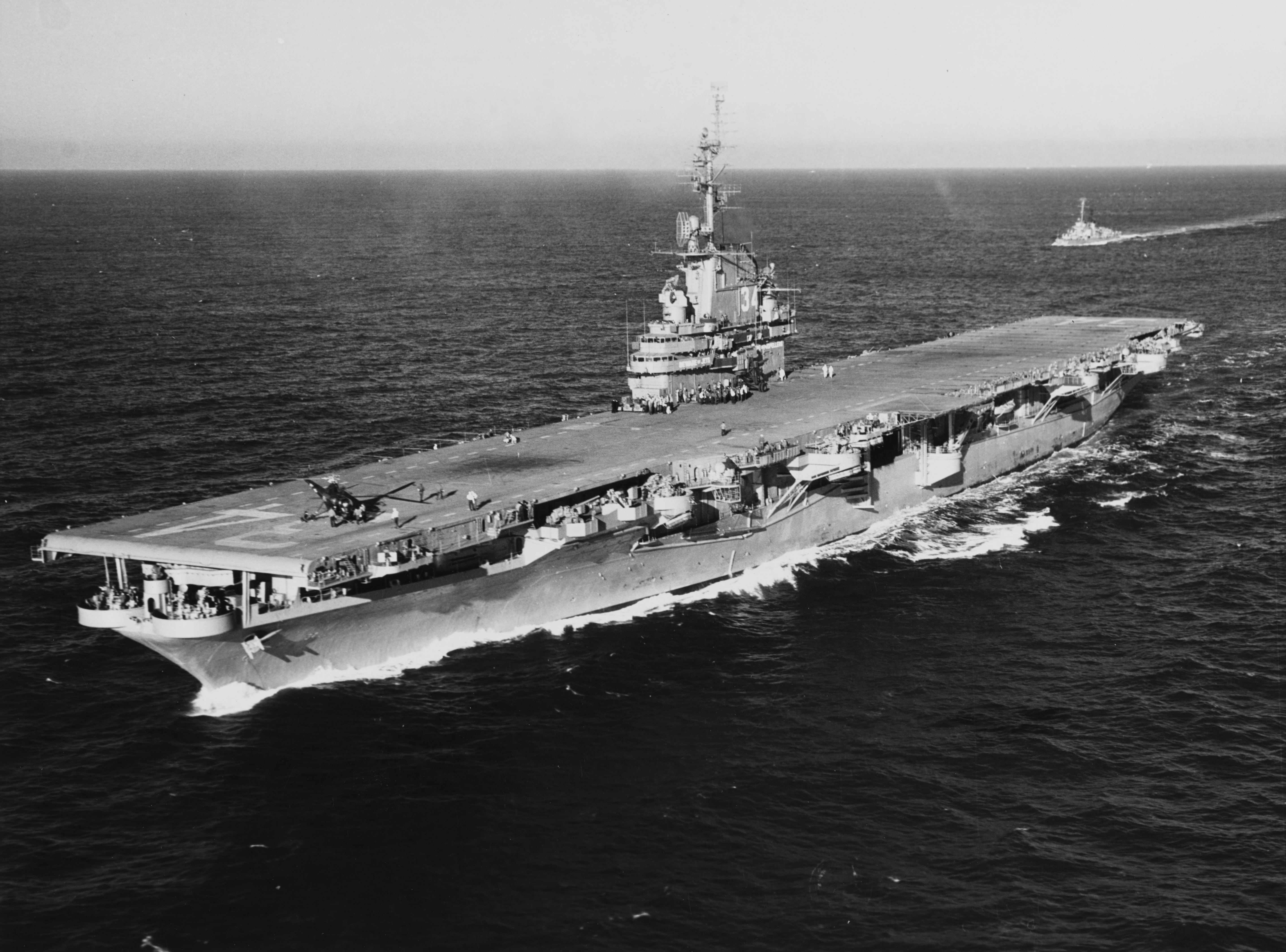
かつて存在したアメリカ海軍の航空母艦「オリスカニー」。劇中で空母サヴォ号として使用された。

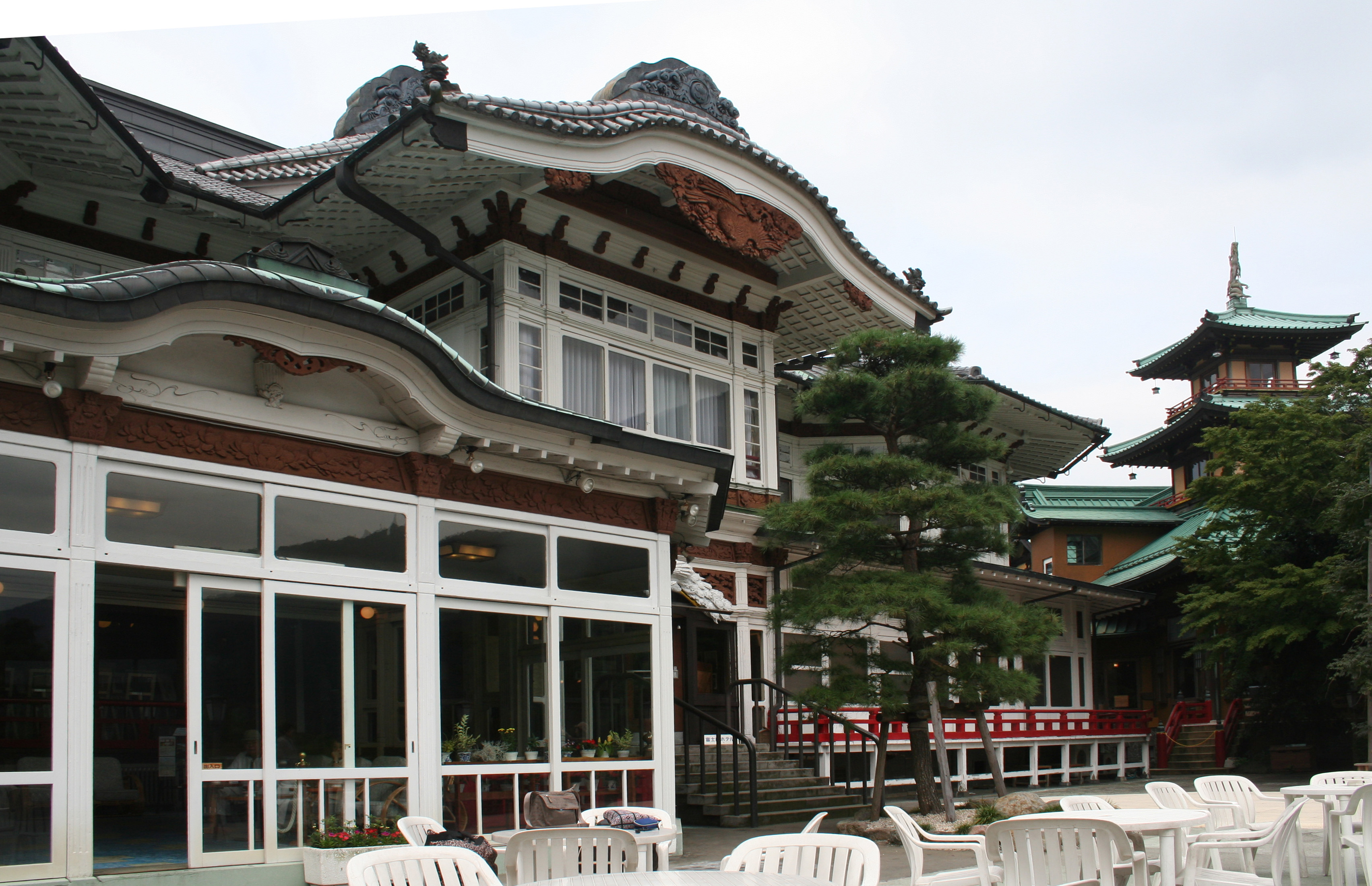
ロケ地の一つとなった富士屋ホテル（神奈川県箱根町）

映画の舞台となる空母サヴォ号は、当時の現役空母オリスカニーが使われた。日本でも大々的なロケーションが行われ、横須賀港や、箱根の富士屋ホテル、当時、新橋に実在したキャバレーショウボートなどが使われた。ただしブルーベイカー夫人役のグレース・ケリーは来日しなかったため、出演シーンはセット合成である。